# Millardiana
Millardiana is een geslacht van neteldieren uit de  familie van de Bougainvilliidae.

## Soort
- Millardiana longitentaculata Wedler & Larson, 1986